# Касіма-хан

Мон роду Набесіма

Касіма-хан (яп. 鹿島藩, かしまはん) — хан в Японії, у провінції Хідзен, регіоні Кюсю. Дочірній хан Саґа-хану.

## Короткі відомості
- Адміністративний центр: містечко Касіма (сучасне місто Касіма префектури Саґа).

- Дохід: 20 000 коку.

- Управлявся родом Набесіма, що належав до тодзама і мав статус володаря табору (陣屋). Голови роду мали право бути присутніми у вербовій залі сьоґуна. До 1642 керувалася нащадками роду Набесіма гілки Тадасіґе (忠茂家), а після цього — нащадками роду Набесіма гілки Наотомо (直朝家).

- Ліквідований в 1871.

## Правителі
| №  | Ім'я              | Ім'я     | Роки        | Ранг, титул     | Примітки                        |
| -- | ----------------- | -------- | ----------- | --------------- | ------------------------------- |
| 1  | Набесіма Тадасіґе | 鍋島忠茂 | 1609 — 1624 | 従五位下 和泉守 | Другий син Набесіми Наосіґе     |
| 2  | Набесіма Наомото  | 鍋島正茂 | 1624 — 1642 | 従六位 布衣     | Старший син Набесіми Тадасіґе   |
| 1  | Набесіма Наотомо  | 鍋島直朝 | 1642 — 1672 | 従五位下 和泉守 | П'ятий син Набесіми Кацусіґе    |
| 2  | Набесіма Наоеда   | 鍋島直條 | 1672 — 1705 | 従五位下 備前守 | Третій син Набесіми Наотомо     |
| 3  | Набесіма Наоката  | 鍋島直堅 | 1705 — 1727 | 従五位下 和泉守 | Третій син Набесіми Наоеди      |
| 4  | Набесіма Наосато  | 鍋島直郷 | 1728 — 1763 | 従五位下 備前守 | Старший син Набесіми Наокати    |
| 5  | Набесіма Наохіро  | 鍋島直熙 | 1763 — 1770 | 従五位下 和泉守 | Четвертий син Набесіми Мунесіґе |
| 6  | Набесіма Наойосі  | 鍋島直宜 | 1770 — 1800 | 従五位下 備前守 | Четвертий син Набесіми Наокадзу |
| 7  | Набесіма Наонорі  | 鍋島直彜 | 1800 — 1820 | 従五位下 丹波守 | Третій син Набесіми Харусіґе    |
| 8  | Набесіма Наонаґа  | 鍋島直永 | 1820 — 1839 | 従五位下 丹波守 | Третій син Набесіми Норінао     |
| 9  | Набесіма Наохару  | 鍋島直晴 | 1839        | —               | Старший син Набесіми Наонорі    |
| 10 | Набесіма Наоката  | 鍋島直賢 | 1840 — 1848 | 従五位下 丹波守 | Син Набесіми Норінао            |
| 10 | Набесіма Наойосі  | 鍋島直彬 | 1848 — 1871 | 従五位下 備前守 | Старший син Набесіми Наонаґи    |